# یموا
شهر یموا (به روسی: Емва) در کشور روسیه و در جمهوری کومی واقع شده‌است.